# Хугот
Хугот — река в России, протекает по Октябрьскому району Ханты-Мансийского автономного округа. Длина реки составляет 91 км, площадь водосборного бассейна 1540 км².
Начинается к востоку от озера Мулымъятю в сосново-берёзовом лесу. От истока течёт в общем северном направлении, потом поворачивает на восток, протекая через сосново-еловый лес мимо болота Хуготского, затем снова отклоняется к северу. Устье реки находится в системе проток Оби (Камышова, Матвейпосл, Хугот), впадающих слева в Обь через протоку Большую в 900 км от устья. В период разлива (с мая по июль) возле устья образуется озеро Большой Лорбинский Сор.
Ширина реки между устьями Большого и Малого Понилов — 11 метров, глубина — 1,3 метра; выше устья Потымца эти параметры составляют 20 и 1 метр соответственно, скорость течения воды — 0,4 м/с.

## Притоки
- Чемчеръёган[7] (пр)
- Шайтанка[7] (пр)
- Тувъёган[7] (лв)
- Потымец[6] (пр)
- Варкурт[6] (пр)
- Юганъёган[6] (пр)
- Куем[6] (пр)
- Чульчамка[6] (пр)
- Малый Понил[3] (лв)
- Большой Понил[3] (лв)
- Нижняя Золотарка[3] (пр)
- Золотарка[3] (лв)
- Верхняя Золотарка[3] (пр)

## Данные водного реестра
По данным государственного водного реестра России относится к Нижнеобскому бассейновому округу, водохозяйственный участок реки — Обь от впадения Иртыша до впадения реки Северная Сосьва, речной подбассейн реки — бассейны притока Оби от Иртыша до впадения Северной Сосьвы. Речной бассейн реки — (Нижняя) Обь от впадения Иртыша.
Код объекта в государственном водном реестре — 15020100112115300019474.